# Nalîvaikove, Rozdilna
Nalîvaikove (în ucraineană Наливайкове) este un sat în comunei Novoborîsivka din raionul Rozdilna, regiunea Odesa, Ucraina.

## Demografie
Componența lingvistică a localității Nalîvaikove
     Ucraineană (85,82%)
     Rusă (6,72%)
     Română (6,72%)
     Alte limbi (0,75%)
Conform recensământului din 2001, majoritatea populației localității Nalîvaikove era vorbitoare de ucraineană (85,82%), existând în minoritate și vorbitori de rusă (6,72%) și română (6,72%).